# 폴 버니언

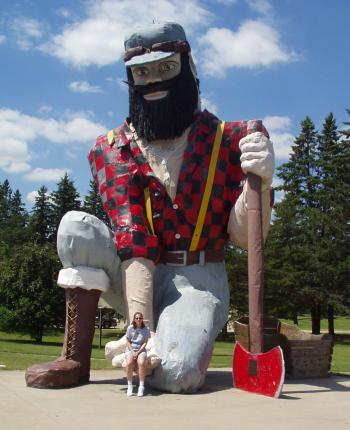
미네소타주 어켈레이에 있는 폴 버니언 상

폴 버니언(Paul Bunyan)은 미국과 캐나다 민간전승에 등장하는 거인 나무꾼이자 민중 영웅이다. 폴 버니언에 관한 과장된 이야기들은 주로 초인적인 노동에 관한 것이며, 대개 반려동물이자 일하는 동물인 푸른 황소 베이브(Babe the Blue Ox)와 함께 등장한다. 이 인물은 북미 지역 벌목꾼들의 구전 전통에서 유래했으며, 이후 1916년 자유 기고가 윌리엄 B. 러헤드(1882년~1958년)가 레드 리버 목재 회사를 위해 제작한 홍보 팸플릿을 통해 대중화되었다. 폴 버니언은 다양한 문학 작품, 음악 작품, 상업 작품, 연극 작품의 소재가 되어왔다. 북미 전역에는 그의 모습을 본뜬 대형 조각상들이 전시되어 있다.

## 어원
폴 버니언이라는 이름의 어원에 대해서는 여러 가설이 존재한다. 대부분의 설명은 이 이름이 프랑스계 캐나다인에서 유래했다는 데 초점을 맞추고 있다. 음성학적으로 버니언(Bunyan)은 놀람이나 경악을 표현하는 퀘벡 프랑스어 표현인 "본 이엔느!"(bon yenne!)와 유사하다. 영어 성씨 버니언(Bunyan)은 큰 혹이나 부기(외반모지)를 의미하는 고대 프랑스어 뷔뉴(bugne)에서 유래한 "버니언"(bunion)과 같은 어원을 가지고 있다. 여러 연구자들은 폴 버니언을 프랑스계 캐나다 민간전승에 등장하는 본 장(Bon Jean)이라는 인물과 연관 짓고자 시도해 왔다.

## 초기 기록

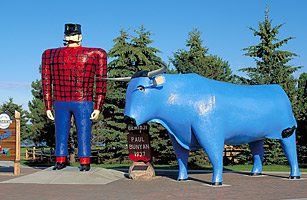
폴 버니언에 관한 최초의 조각상(미네소타주 베미지)

마이클 에드먼즈는 2009년 저서 《북쪽 숲에서: 폴 버니언의 여러 생애》(Out of the Northwoods: The Many Lives of Paul Bunyan)에서 폴 버니언 이야기가 인쇄물로 나오기 최소 30년 전부터 유통되었다고 밝힌다. 출판된 자료에 풍부하게 실린 긴 서사와는 달리, 벌목장 숙소에서 구전되던 폴 버니언 "이야기"는 짧은 단편으로 전해졌다. 이 이야기들 중 일부는 터무니없이 혹독한 날씨나 두려운 괴물과 같은, 더 오래된 민담의 모티프를 포함하고 있다. 초기 인쇄물에서 발견되는 유사점들은 최소한 몇몇 버니언 이야기가 민간전승에서 공통된 기원을 가진다는 견해를 뒷받침한다.
폴 버니언에 관한 최초의 인쇄 기록은 1893년 3월 17일자 《글래드윈 카운티 레코드》(Gladwin County Record)에 등장한다. 비버튼 지역 지역 뉴스란에는 "폴 버니언[Paul Bunion, 원문의 철자 오류]이 물이 불어난 동안 그의 목재를 운반해 나갈 준비를 하고 있다"고 적혀 있다. 이 문장은 아마도 내부 농담이었을 것으로 보이는데, 폴 버니언이라는 이름이 상업적으로 사용되기 15년 이상 전에 등장했기 때문이다. 당시 일반 대중 중 폴 버니언을 아는 사람은 거의 없었을 것이다.

기록된 가장 오래된 폴 버니언 이야기는 1904년 《둘루스 뉴스 트리뷴》(Duluth News Tribune)에 실린 익명의 사설이다. 이 사설은 다음과 같이 전한다.
그가 애용하는 농담이자 캠프의 신참들에게 반드시 시도해보는 것은 폴 버니언이 노스다코타에서 벌목을 했던 해에 관한 일련의 상상 속 이야기들로 구성되어 있다. 위대한 폴은 "푸른 눈(雪)"의 해에 셀 수 없이 많은 목재를 생산한 것으로 묘사된다. 그의 캠프에 있던 남자들의 오두막은 반 구역을 차지했고, 식당은 어마어마한 규모였다. 요리사 조수들의 군대가 콩과 "붉은 말고기"를 준비하던 조리대는 너무 길어서, 요리사가 아침에 밀가루 팬케이크를 굽기 위해 기름을 바르려 할 때면, 그의 발에 커다란 햄 두 개를 묶어 반 마일에 달하는 반짝이는 검은 스토브 상판을 뛰어다니게 했다고 한다.
이러한 요소들은 이후의 기록에서도 반복해서 나타나는데, 여기에는 다코타에서의 벌목, 거대한 캠프, 푸른 눈이 내린 겨울, 스토브 스케이팅 등이 포함된다. 이 네 가지 일화는 6년 후 J. E. 록웰의 "몇 가지 벌목꾼 신화들"에서도 유사하게 나타나며, 제임스 맥길리브레이는 그보다 4년 전 "라운드 리버"에서 스토브 스케이팅에 대해 썼다.
맥길리브레이의 기록은 다소 확장되어 1910년 《미국의 벌목꾼》에 재등장했다. 《미국의 벌목꾼》은 이후 "폴 버니언의 황소들", "폴 버니언의 요리 오두막에서", "폴 버니언 씨의 생애와 업적 연대기" 등 산발적인 사설들을 추가로 게재했다. 록웰의 초기 이야기는 러헤드가 폴 버니언을 상업화하기 전에 그의 큰 체구("키 8피트에 체중 300파운드")를 언급하고 그의 큰 파란 황소를 소개한 몇 안 되는 이야기 중 하나였다. 다만 W. D. 해리건은 1914년경 "폴 버니언의 황소들"에서 거대한 분홍색 황소를 언급했다. 모든 기사에서 폴 버니언은 대단한 체력과 타의 추종을 불허하는 기술을 가진 벌목꾼으로 칭송받았다.

## 원주민의 이야기
버니언의 형상은 오지브와족에 의해 그들의 문화 영웅인 나나보조에 관한 민간전승으로 각색되었다. 나나보조는 오지브와족과 아니시나베족의 문화 영웅이다.
이 이야기에 따르면, 폴 버니언이 미네소타 북부의 숲을 벌목하러 왔을 때 나나보조는 숲을 지키기 위해 그와 싸웠다. 그들은 3일 동안 싸웠고, 결국 나나보조는 거대한 월아이피시로 버니언을 때렸다. 버니언은 진흙 위에 엉덩방아를 찧었고, 그 자국이 미네소타의 레드호를 형성했다. 이것이 호수의 독특한 모양과 치페와 국유림 및 바운더리워터스카누 지역 원시림이 보존된 이유라고 한다.

## 학술 연구
위스콘신 대학교의 학생이었던 K. 버니스 스튜어트는 러헤드와 동시대에 중서부 지역 나무꾼들로부터 폴 버니언 이야기를 수집하는 작업을 했다. 스튜어트는 일련의 인터뷰를 통해 원래의 일화들을 학술적으로 편찬할 수 있었다. 이 작업은 1916년 《위스콘신 과학 예술 문학 학회 회보》에 "벌목꾼 폴 버니언의 전설들"이라는 제목으로 발표되었으며, 그의 영어 교수인 호머 A. 와트가 공동 저자로 참여했다. 이 연구는 전통적인 서사들을 다루고 있으며, 일부는 여러 버전으로 존재한다. 연구는 또한 많은 이야기들이 버니언을 중심 인물로 삼기 이전에 이미 어느 정도 존재했을 가능성이 있다고 결론짓는다. 스튜어트는 그의 분석에서 폴 버니언이 여행자들의 이야기 부류에 속한다고 주장했다.
버니언은 강력한 거인으로, 키가 7피트이고 보폭도 7피트였다. 그는 뛰어난 체력으로 벌목 지역 전체에 유명했다. 
찰스 E. 브라운은 위스콘신 주 역사 협회 박물관의 큐레이터이자 위스콘신 고고학 협회의 총무였다. 그는 벌목꾼들로부터 초기 폴 버니언 이야기를 기록한 또 다른 주요 연구자였다. 그는 이 일화들을 민속학을 공부하는 학생들이 사용할 수 있도록 짧은 팸플릿 형식으로 출판했다. 그의 연구 대부분은 정부 지원을 받은 위스콘신 작가 프로그램을 통해 재정 지원을 받았다.
2007년, 위스콘신 역사 협회의 마이클 에드먼즈는 폴 버니언 전통에 대한 철저한 재조사를 시작하여 그 결과를 《북쪽 숲에서: 폴 버니언의 여러 생애》에서 발표했다. 에드먼즈는 폴 버니언이 20세기 전환기에 위스콘신 캠프에서 일하던 나무꾼들의 구전 전통에서 유래했지만, 이러한 이야기들이 상업적 이해관계에 의해 크게 과장되고 대중화되었다고 결론지었다.

## 러헤드의 영향
1916년, 광고 문안 작성자 윌리엄 B. 러헤드는 레드 리버 목재 회사를 위한 광고 팸플릿을 작성하면서 민간 전승의 폴 버니언 캐릭터를 사용했다. 러헤드의 첫 시도는 "캘리포니아 웨스트우드의 폴 버니언 씨를 소개합니다"라는 제목의 팸플릿이었으나, 효과적이지 않았다. "폴 버니언에 관한 이야기들, 제2권"이 나온 후에야 이 캠페인은 탄력을 받았다. 러헤드는 원래의 구전 자료를 상당히 자유롭게 다루어, 기존의 무용담을 과장하고 자신의 창작을 더했다. 그는 파란 황소에게 "베이브"라는 이름을 붙이고, 버니언의 첫 그림 표현을 만들었으며, 폴 버니언의 키를 불가능한 수준으로 키웠다. 러헤드의 버전에서 폴 버니언은 나무들보다 훨씬 크지만, 초기 민담에서 버니언은 비범하게 크고 강했어도 인간의 비율을 유지했다.
러헤드는 여러 미국의 경관, 랜드마크, 자연의 경이로움을 폴 버니언의 창조물로 귀속시켰다. 그는 폴 버니언과 베이브가 발자국으로 미네소타의 10,000개 호수를 만들었다고 썼다. 후대의 작가들은 더 많은 세부사항과 무용담을 만들어냈는데, 예를 들어 베미지호(위에서 볼 때 거인의 발자국과 비슷한 모양을 하고 있다)와 같은 수역의 형성 등이 있다. 이후의 작가들, 그리고 아마도 관광 업자들은 폴 버니언이 만들었다고 하는 다른 지리적 특징들을 추가했다.
버니언에 관한 이야기들은 그가 도끼를 뒤에 끌며 그랜드 캐니언을 만들고, 캠프파이어에 돌을 얹어 후드산을 만들었다고 전한다.
후대의 작가들은 폴 버니언이 배우자로 여성 거인을 찾았다는 이야기를 만들어냈는데, "폴 버니언의 아내"라는 이야기가 그 예다. 이 이야기에서 그의 아내의 이름은 밝혀지지 않고 단지 "폴 부인"으로만 언급되며, 그들에게 "타이니"라는 별명의 딸이 있었다고 한다. 또 다른 이야기인 "폴 버니언, 아내를 찾다"에서는 폴이 큰 폭풍 후 눈사태에 갇힌 아름다운 빨간 머리의 거인 여인을 구출하는 내용을 다룬다. 감사한 처녀(숲을 뜻하는 라틴어에서 유래한 "실비아"라는 이름을 가진)는 친절하고 기사도적인 "나무 꼭대기만큼 큰" 총각에게 빠르게 사랑에 빠지고 그날로 결혼한다.
상업적 작가들의 이야기로 원래의 자료가 묻혀버린 탓에 버니언이 실제로 진정한 민속 캐릭터였는지에 대한 혼란이 생겼지만, 후대의 연구를 통해 이는 사실임이 밝혀졌다.
러헤드의 팸플릿들은 여전히 인기가 있으며, 《폴 버니언의 놀라운 무용담》이라는 제목의 단행본으로 묶여 출간되었다.

## 같이 보기
- 판문점 도끼 만행 사건